# 虞美人草

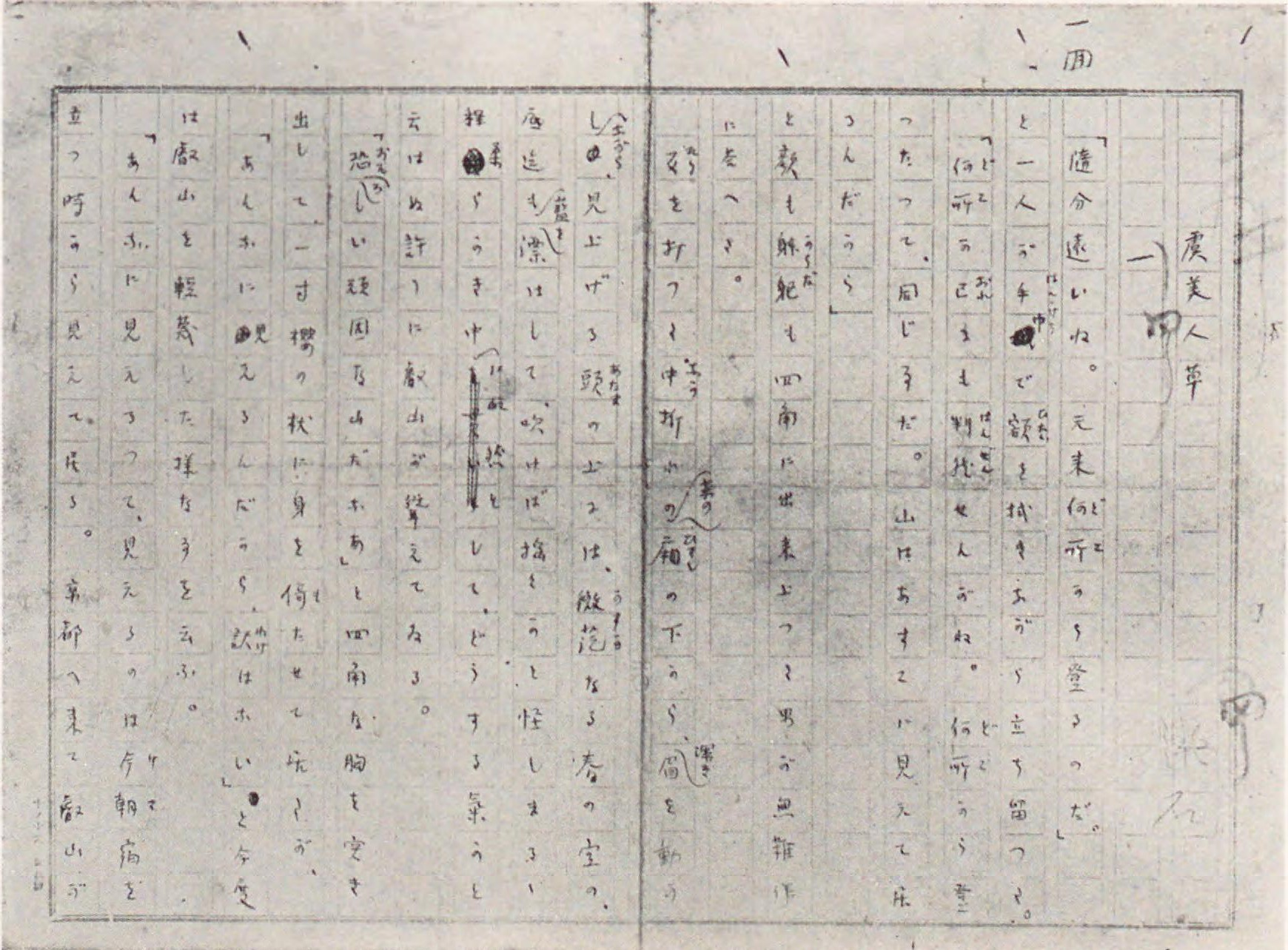
『虞美人草』原稿の一部

『虞美人草』（ぐびじんそう、旧字体：虞󠄁美人草）は、夏目漱石の小説。1907年6月23日、朝日新聞上に連載が開始された。彼が職業作家として執筆した第1作で、一字一句にまで腐心して書いたという。

## あらすじ
甲野藤尾は虚栄心の強い美貌の女性。兄の欽吾が神経衰弱(鬱病)療養により世間とは距離を置き、家督相続を放棄しているのを良いことに、亡き父親の洋行帰りの品で遺品でもある金時計(甲野家の財産を象徴している)と自らの美貌で、小野と宗近という二人の男性を天秤にかけ、彼らが狼狽する様を楽しんでいた。欽吾にとっての継母、藤尾の実の母親は、口では継子の欽吾の身を案じているものの、いずれは藤尾とその夫が亡夫の遺産を全て相続すると考えていた。また、藤尾は自分を慕い訪ねて来る小野に講釈をさせては、独自の解釈で小野の心を誑かしていた。
小野は恩師井上狐堂の愛娘である小夜子を妻に娶るという口約束を交わしていた。老い衰えた井上と小夜子は生活に窮し、小野を頼って京都から上京する。藤尾への恋慕を抱える小野は義理と人情の板挟みに密かに苦しんでいた。
一方、快活で剛毅な性格の宗近は外交官の試験に及第するため勉学に励んでいた。若くして隠棲している欽吾の身を案じ、しっかり者の妹糸子と父親と共に生活を送っていた。
ある日、藤尾、欽吾、宗近、糸子ら4人は上野恩賜公園で行われた東京勧業博覧会見物に繰り出す。一方、小野は井上と小夜子を案内していたが人ごみに疲れた二人を休ませるためカフェで休憩している際に藤尾たちにその様子を目撃された。藤尾は後日小野をめぐりくどく問い詰める。一方、小夜子は博士論文の提出を控えているという小野の変貌ぶりに驚いていた。
欽吾は宗近宅を訪ね、糸子と世間話をする。糸子は欽吾に思いを寄せていたが、欽吾は自分には養えないと婉曲に断る。藤尾に対する憧れを口にした糸子に、欽吾は「藤尾のような女がいると殺される人間が5人はいます」と打ち明け、「貴方はそのままでいてください」と糸子に語る。欽吾は改めて藤尾の気持ちを確認するが、藤尾には宗近の嫁になる意志はなく、小野に固執していた。
小野は知人の浅井を通じて小夜子との縁談を断るつもりでいた。一方、宗近は外交官の試験に及第したことを糸子に報告するが、つれない態度をとられる。欽吾の嫁になる気はないかと尋ねると糸子は泣き出した。糸子は欽吾に恋慕しており、欽吾も糸子に好意はあったがまるでなにもかも諦めているように断った。
宗近は報告と、出家する素振りの欽吾の心境を尋ねるため甲野家を訪れる。だが、藤尾のもとに小野が訪れていることを目撃する。宗近が欽吾を問い詰めると、欽吾は継母の真意に沿うように自分が悪者になって家を捨て、財産の全てを藤尾と継母に委ねるつもりだと吐露する。そんな欽吾に宗近は糸子を娶ってくれと頼み込み、世間の全てが欽吾の敵となっても糸子だけは味方になると欽吾を説得する。
一方、小野に依頼された浅井は井上を訪ね、博士号取得を理由に小夜子との縁談をなかったことにして欲しいと頼み込む。その替わりに生活の援助はするという小野の言葉を浅井は伝えるが、井上は激昂し、人の娘をなんだと思っていると浅井に怒りをぶちまける。小夜子は浅井と父のやり取りを聞いて落涙する。
井上の態度に悩んだ浅井は宗近に相談する。その頃、小野は藤尾と約束した駆け落ちを果たすべきか迷っていた。そこに宗近が乗り込む。そして人の道を説き、真面目になるべきだと懇々と説得する。
欽吾は甲野家を出る意志を固める。糸子が迎えに来ていた。父の肖像画だけを持って家を出ようという欽吾に継母は世間体を口にして押し留める。其処に宗近と小野、小夜子が連れだって現れる。そして小野が連れた小夜子こそが彼の妻となる女性だと紹介する。一方、待てども待ち合わせに現れない小野に業を煮やした藤尾は甲野家に戻り、小夜子を伴った小野に対面。謝罪された上で小夜子が自分の妻となる女性と紹介される。藤尾は宗近に見せつけるように金時計を取り出すが、宗近からこんなものが欲しくて酔狂な真似をしたのではないと突き放される。
藤尾は毒をあおって自死した。

## 映像化

### 映画
これまでに、2度映画化されている。1935年版、1941年版がある。

### テレビドラマ
テレビドラマとしては4作品制作されている。
- 1961年4月15日（全1回） - NHKの『NHK劇場』（土曜20:00 - 21:00）で放送、脚本：久板栄二郎、出演：丹阿弥谷津子、西本裕行、杉村春子、園井啓介、加藤治子、宇野重吉ほか
- 1961年10月5日（全1回） - 日本テレビの木曜20:00 - 21:00（『日産劇場』枠[3]）で放送、脚本：富田義明、出演：池内淳子、小山田宗徳、田代信子、夏亜矢子ほか
- 1966年10月20日 - 1967年2月23日（全19回） - MBS制作・NET（現：テレビ朝日）系列の『大丸名作劇場』で放送（第1作）、脚本：若尾徳平、出演：長谷川稀世、久保明、上原謙、花柳小菊、石濱朗ほか、制作：MBS、宝塚映画、東宝
- 1984年1月7日（全1回） - TBS系列の『ザ・サスペンス』で放送、副題「まぼろしの愛に果てた紫の女!」、脚本：寺内小春、出演：古手川祐子、古尾谷雅人、藤谷美和子、小林薫、石原真理子、坂東八十助、山岡久乃、石田えり、笠智衆、綿引勝彦、村田雄浩、藤田進、津嘉山正種、中島唱子ほか

上記の作品の他、1981年に向田邦子脚本、松田優作主演の作品が制作される予定だったが、向田邦子が飛行機事故で急逝したため、実現には至らなかった。この作品のキャストは、そのまま1982年の向田邦子追悼ドラマ「春が来た」に流用された。
| NHK NHK劇場                            | NHK NHK劇場              | NHK NHK劇場            |
| 前番組                                 | 番組名                   | 次番組                 |
| -------------------------------------- | ------------------------ | ---------------------- |
| 放浪記                                 | 虞美人草 （1961年NHK版） | 恩讐の彼方に           |
| 毎日放送制作・NET系列 大丸名作劇場     |                          |                        |
| （なし）                               | 虞美人草 （1966年版）    | 女であること           |
| 毎日放送制作・NET系列 木曜21時台前半枠 |                          |                        |
| 千姫                                   | 虞美人草 （1966年版）    | 女であること           |
| TBS系列 ザ・サスペンス                 |                          |                        |
| 死に急いだ女                           | 虞美人草 （1984年版）    | 妻たちの危険な昼下がり |